# حركة الديمقراطيين الاشتراكيين
حركة الديمقراطيين الاشتراكيين (حدش)، حزب سياسي تونسي أسس عام 1978.

## تاريخها
تأسست حركة الديمقراطيين الاشتراكيين يوم 10 جوان/حزيران 1978. وأعلن مؤسسوها أن حزبهم يهدف إلى «صيانة كرامة المواطن والدفاع عن حقوقه الأساسية وحرياته العامة مع الذود عن النظام الجمهوري، وجعل الديمقراطية أساس الحياة العمومية في البلاد، وإقرار نظام اشتراكي يرفض استغلال الإنسان للإنسان ويجعل التنمية الاقتصادية في خدمة العدالة الاجتماعية، والعمل على تشييد المغرب العربي الكبير كمرحلة نحو الوحدة العربية».
وقد كان على رأس المؤسسين السيد أحمد المستيري، وإلى جانبه السادة محمد مواعدة ومصطفى بن جعفر وإسماعيل بولحية وحمودة بن سلامة وعبد الستار العجمي والدالي الجازي وعمر بن محمود وعبد الحي شويخة.
لقد كانت هذه المجموعة منتمية إلى الحزب الاشتراكي الدستوري غير أنها اختلفت مع خطه العام الذي يمثله رئيسه الحبيب بورقيبة، وبعد أن حظيت بمساندة القواعد الدستورية خلال مؤتمر الحزب المنعقد سنة 1971، وقعت إزاحتها ونظم مؤتمر ثان سنة 1974 كرس استبعادها. وفي 29 ديسمبر 1977 صدرت الرأي التي التفت حولها المجموعة، كما كانت وراء تأسيس الرابطة التونسية للدفاع عن حقوق الإنسان.
عززت حركة الديمقراطيين الاشتراكيين وجودها على الساحة، بإصدار صحيفتين إحداهما بالعربية هي المستقبل بداية من غرة ديسمبر 1980 والثانية بالفرنسية تحت عنوان لافنير (L’Avenir) بداية من أكتوبر 1981. وشاركت الحركة في الانتخابات التشريعية لسنة 1981 ولكنها حرمت من النتائج التي أحرزت عليها إذ وقع تزييف تلك الانتخابات حسب تصريح المسؤولين بعد ذلك.
ولعل أهم محطة عرفتها حركة الديمقراطيين الاشتراكيين تتمثل في الاعتراف الرسمي بها في 19 نوفمبر/تشرين الثاني 1983. وقد عقدت مؤتمرها الأول أيام 16 و17 و18 ديسمبر/كانون الأول 1983 بحضور 350 نائبا وممثلون عن 19 جامعة. وقد حددت الحركة في هذا المؤتمر برنامجها السياسي. ثم عقدت مؤتمراتها اللاحقة على التوالي في ديسمبر 1986. وانعقد المؤتمر الثالث في ديسمبر 1990 تحت شعار «تعبئة القوى الديمقراطية لفرض التغيير الحقيقي». وكانت قبل ذلك شاركت في الانتخابات التشريعية التي نظمت في أفريل/نيسان1989 دون أن تحصل على ما كانت تأمله من نتائج. فانسحب أحمد المستيري بعد ذلك من قيادتها. وقد اتخذت تحت قيادة خليفته السيد محمد مواعدة موقفا مساندا للسلطة، في مواجهتها لحركة النهضة غير المعترف بها. وفي سنة 1994 أصبحت حركة الديمقراطيين الاشتراكيين أكثر أحزاب المعارضة تمثيلية في البرلمان. غير أن أوضاعها لم تستقر بعد ذلك إذ ألقي القبض على السيد مواعدة سنة 1995 وأصبحت الحركة عرضة للنزاعات والصراعات، ففقدت عددا من إطاراتها. ولم يحل ذلك دون تمثيليتها في البرلمان في انتخابات 1999 و2004 و2009.
- احتفلت حركة الديمقراطيين الاشتراكيين في نوفمبر 2007 بالذكرى العشرين للسابع من نوفمبر ونظمت ندوة تحت عنوان «وقع بيان السابع من نوفمبر 1987 على تطور المجتمع وآفاقه المستقبلية».
- ساندت حركة الديمقراطيين الاشتراكيين الرئيس زين العابدين بن علي في كل الانتخابات الرئاسية التي جرت بتونس حتى 2009، وقد حصلت في الانتخابات التشريعية لعام 2004 على 194829 صوتا، جلبت لها 14 مقعدا بالبرلمان، وحصلت على 205374 أي بنسبة 63ر4 بالمائة وهو ما جلب لها 16 مقعدا بمجلس النواب. لونها الانتخابي: الأخضر.
- بعد ثورة 14 جانفي/يناير التي أطاحت ببن علي، تم إبعاد إسماعيل بولحية ومحمد مواعدة من قيادة الحركة، فيما انقسمت الحركة إلى شقين الأول يقوده أحمد الخصخوصي والثاني يقوده الطيب المحسني. استطاع شق الخصخوصي من السيطرة على مقر الحركة في شارع جان جوراس ومن كسب تمثيل في الهيئة العليا لتحقيق أهداف الثورة والإصلاح السياسي والانتقال الديمقراطي فيما تسوغ شق المحسني مقرا في شارع قرطاج. عقد الطرفين مؤتمرا استثنائيا في نفس يوم (27 فيفري 2011) وانتخب كل من جهته مكتبا سياسيا جديدا.[1] دخل الشقين انتخابات المجلس الوطني التأسيسي على قوائم مختلفة وإن تمكن شق الخصخوصي من استغلال اسم الحركة اختار شق المحسني اسم «الورقة الخضراء».

وقد تم رفع الخلاف بين القيادتين إلى القضاء وصدر حطم ابتدائي في شهر جوان 2012 لفائدة القيادة المنبثقة عن المؤتمر التاسع المنعقد بالمرسى في 27/02/2011 والدي افرز رئيسا للحركة وهو السيد محمد علي خلف الله وامينا عاما السيد الطيب المحسني ويقضي هدا الحكم ببطلان المؤتمر الخامس الدي نظمه السيد أحمد الخصخوصي واعتبار هدا الاخير ليست له أي صفة للتكلم باسم الحزب. وقد اقرت محكمة الاستئناف بتونس يوم 08/10/2013 الحكم الابتدائي وبالتالي حسم النزاع نهائيا بين الشقين.
- تصدر الحركة جريدة أسبوعية بالعربية عنوانها المستقبل.

## المكتب السياسي
أفرز المؤتمر الثامن للحركة المكتب السياسي التالي:
- إسماعيل بولحية: الأمين العام
- محمد مواعدة: منسق عام
- الطيب المحسني: نائب أول للامين العام
- الصحبي بودربالة: نائب ثان للامين العام
- المنجي كتلان: أمين المال
- مكرم القرقني: الشباب والاستقطاب
- وعضوية: رضوان التستوري؛ علية العلاني؛ فتحي النوري؛ زكي شعبان؛ سعاد الغربي؛ زينب بن زكور؛ حسين الماجري؛ العروسي النالوتي؛ الناصر بونتوف؛ محمد رجا ليتيم.

## في مجلس المستشارين
في شهر أوت/أغسطس 2008 عين محمد مواعدة عضوا في مجلس المستشارين نيابة عن حركته.

## تواريخ مؤتمرات الحركة
- المؤتمر الأول للحركة: 16-17-18 ديسمبر/كانون الأول 1983.
- الموتمر الثاني: 26 ديسمبر/كانون الأول 1986.
- المؤتمر الثالث: 28 ديسمبر/كانون الأول 1990.
- المؤتمر الرابع: 26 مارس/آذار 1993).
- المؤتمر الخامس: 28-29-30 مارس/آذار 1997.
- المؤتمر السادس: 23- 24-25 مارس /آذار 2001.
- المؤتمر السابع: 6-7-8 أوت/ آب/أغسطس 2004.
- المؤتمر الثامن: 12-14 أوت/آب/ أغسطس 2008.
- المؤتمر التاسع: 27 فيفري/فبراير 2011.

## إشارات مرجعية
1. ↑  «ح.د.ش»: مؤتمران وقيادتان ومــوازين قـــوى متفاوتـة، جريدة الشروق في 5 مارس 2011 نسخة محفوظة 10 نوفمبر 2013 على موقع واي باك مشين.

## وصلة خارجية
موقع حركة الديمقراطيين الاشتراكيين نسخة محفوظة 25 سبتمبر 2011 على موقع واي باك مشين.